# Copa México 1955-56
La Copa México 1955-56 fue la XL edición del certamen copero del fútbol mexicano. Participaron los 14 equipos que conformaban la temporada 1955/56 de la Primera División.

## Primera ronda

### Ida
| 7 de abril de 1956 | Guadalajara    | 1:2 | León                                        |  |  |
|                    | Juan Jasso 51' |     | Fello Hernández 66', Mateo de la Tijera 69' |  |  |

| 8 de abril de 1956 | Zamora             | 1:3 | Atlas                                                 |  |  |
|                    | Antonio Flores 40' |     | Juan Bautista Pérez 10', Juan Carlos Carrera 68', 87' |  |  |

| 8 de abril de 1956 | Irapuato        | 1:0 | Oro |  |  |
|                    | Jaime Ortiz 75' |     |     |  |  |

| 8 de abril de 1956 | Zacatepec          | 1:1 | Cuautla            |  |  |
|                    | Carlos Turcato 18' |     | Antonio García 36' |  |  |

| 8 de abril de 1956 | Toluca           | 1:0 | América |  |  |
|                    | Carlos Blanco 4' |     |         |  |  |

| 8 de abril de 1956 | Atlante                                                             | 3:3 | Necaxa                                          |  |  |
|                    | Carlos Malvido 10', Carlos Calderón de la Barca 26', Jesús Rico 79' |     | Alfredo del Águila 25', Norberto Rozas 54', 55' |  |  |

### Vuelta
| 12 de abril de 1956 | Atlas                                                            | 6:2 | Zamora                               |  |  |
|                     | Juan Carlos Carrera 8', 55', 65', 68', 75', Héctor D´Adderio 63' |     | Enrique Wence 21', Pedro Morales 67' |  |  |

| 14 de abril de 1956 | Oro                                    | 2:2 | Irapuato                                  |  |  |
|                     | Luis Vázquez 17', Héctor Hernández 76' |     | Ramón Luis Rodríguez 49', Jaime Ortiz 84' |  |  |

| 15 de abril de 1956 | León                                                | 3:1 | Guadalajara        |  |  |
|                     | Oswaldo Martinolli 11', 73', Mateo de la Tijera 18' |     | Salvador Reyes 67' |  |  |

| 15 de abril de 1956 | América            | 1:2 | Toluca                                 |  |  |
|                     | Horacio Casarín 1' |     | Carlos Láscarez 12', Carlos Blanco 20' |  |  |

| 15 de abril de 1956 | Cuautla            | 1:3 | Zacatepec                          |  |  |
|                     | Antonio García 32' |     | Carlos Turcato 2', 20', Osnaya 30' |  |  |

| 22 de abril de 1956 | Necaxa            | 1:2 | Atlante                                            |  |  |
|                     | Antonio Jasso 46' |     | Carlos Malvido 1', Carlos Calderón de la Barca 37' |  |  |

## Cuartos de final

### Ida
| 22 de abril de 1956 | León                                                | 3:5 | Atlas                                                        |  |  |
|                     | Oswaldo Martinolli 20', 63', Mateo de la Tijera 86' |     | Héctor D´Adderio 18', 35', 42', 65', Juan Bautista Pérez 84' |  |  |

| 22 de abril de 1956 | Tampico        | 1:0 | Irapuato |  |  |
|                     | Juan Lecca 86' |     |          |  |  |

| 22 de abril de 1956 | Puebla              | 1:1 | Zacatepec         |  |  |
|                     | Antonio Bonezzi 40' |     | Mateo Nicolau 19' |  |  |

| 29 de abril de 1956 | Toluca                        | 3:0 | Atlante |  |  |
|                     | Carlos Láscarez 13', 20', 24' |     |         |  |  |

### Vuelta
| 29 de abril de 1956 | Irapuato                                          | 4:0 | Tampico |  |  |
|                     | Jaime Ortiz 17', 84', 89', Luis Andrés Sansón 63' |     |         |  |  |

| 29 de abril de 1956 | Atlas              | 1:2 | León                                           |  |  |
|                     | Alfredo Torres 70' |     | Mateo de la Tijera 57', Osvaldo Martinolli 78' |  |  |

| 29 de abril de 1956 | Zacatepec | 0:1 | Puebla             |  |  |
|                     |           |     | Antonio Bonezzi 8' |  |  |

| 6 de mayo de 1956 | Atlante        | 1:2 | Toluca                               |  |  |
|                   | Jesús Rico 27' |     | Rubén Pichardo 14', Carlos Carús 28' |  |  |

## Semifinal

### Ida
| 13 de mayo de 1956 | Puebla                                   | 2:0 | Toluca |  |  |
|                    | Luis Hermosillo 20', Manuel del Toro 59' |     |        |  |  |

| 13 de mayo de 1956 | Atlas | 0:1 | Irapuato           |  |  |
|                    |       |     | Ricardo Zárate 44' |  |  |

### Vuelta
| 20 de mayo de 1956 | Toluca                                                    | 3:0 | Puebla |  |  |
|                    | Carlos Láscarez 11', Carlos Blanco 25', Enrique Sesma 88' |     |        |  |  |

| 20 de mayo de 1956 | Irapuato        | 1:0 | Atlas |  |  |
|                    | Jaime Ortiz 67' |     |       |  |  |

## Final
| 27 de mayo de 1956 | Toluca                                  | 2:1 | Irapuato               | Olímpico de la Ciudad de los Deportes, Ciudad de México |  |
|                    | Carlos Láscarez 2', Ricardo Barraza 66' |     | Luis Andrés Sansón 56' |                                                         |  |

|                           |
| Campeón Toluca 1.o título |

| Predecesor: 1954/55 | Temporadas de la Copa de México 1955/56 | Sucesor: 1956/57 |